# Чемпіонат світу з футболу 2026 (кваліфікаційний раунд, УЄФА, група F)
Група F кваліфікації УЄФА Чемпіонату світу з футболу 2026 — одна з 12 груп УЄФА у  кваліфікації чемпіонату світу для визначення команд, які пройдуть до чемпіонату світу 2026. Група F складається з 4 команд: Португалії, Угорщини, Ірландії та Вірменії. Команди зіграють одна з одною вдома та на виїзді за круговою системою.
Матчі відбудуться з 6 вересня по 16 листопада 2025 року.
Переможець групи потрапить напряму до чемпіонату світу, а 2-е місце пройде до другого раунду (плей-оф).

## Турнірна таблиця
| Поз | Команда        | І | В | Н | П | ГЗ | ГП | РГ | О | Кваліфікація                         |       | Португалія | Угорщина | Республіка Ірландія | Вірменія |
| --- | -------------- | - | - | - | - | -- | -- | -- | - | ------------------------------------ | ----- | ---------- | -------- | ------------------- | -------- |
| 1   | Португалія (X) | 0 | 0 | 0 | 0 | 0  | 0  | 0  | 0 | Кваліфікація на чемпіонат світу 2026 |       | —          | 14 жов   | 11 жов              | 16 лис   |
| 2   | Угорщина       | 0 | 0 | 0 | 0 | 0  | 0  | 0  | 0 | Вихід до плей-оф                     |       | 9 вер      | —        | 16 лис              | 11 жов   |
| 3   | Ірландія       | 0 | 0 | 0 | 0 | 0  | 0  | 0  | 0 |                                      |       | 13 лис     | 6 вер    | —                   | 14 жов   |
| 4   | Вірменія       | 0 | 0 | 0 | 0 | 0  | 0  | 0  | 0 |                                      | 6 вер | 13 лис     | 9 вер    | —                   |          |

## Матчі
| 6 вересня 2025 18:00 (20:00 UTC+4) |

| Вірменія | —                               | Португалія |
| -------- | ------------------------------- | ---------- |
|          | Протокол (FIFA) Протокол (UEFA) |            |

|  |

| 6 вересня 2025 20:45 (19:45 UTC+1) |

| Ірландія | —                               | Угорщина |
| -------- | ------------------------------- | -------- |
|          | Протокол (FIFA) Протокол (UEFA) |          |

|  |

| 9 вересня 2025 18:00 (20:00 UTC+4) |

| Вірменія | —                               | Ірландія |
| -------- | ------------------------------- | -------- |
|          | Протокол (FIFA) Протокол (UEFA) |          |

|  |

| 9 вересня 2025 20:45 |

| Угорщина | —                               | Португалія |
| -------- | ------------------------------- | ---------- |
|          | Протокол (FIFA) Протокол (UEFA) |            |

|  |

| 11 жовтня 2025 18:00 |

| Угорщина | —                               | Вірменія |
| -------- | ------------------------------- | -------- |
|          | Протокол (FIFA) Протокол (UEFA) |          |

|  |

| 11 жовтня 2025 20:45 |

| Португалія | —                               | Ірландія |
| ---------- | ------------------------------- | -------- |
|            | Протокол (FIFA) Протокол (UEFA) |          |

|  |

| 14 жовтня 2025 20:45 (19:45 UTC+1) |

| Ірландія | —                               | Вірменія |
| -------- | ------------------------------- | -------- |
|          | Протокол (FIFA) Протокол (UEFA) |          |

|  |

| 14 жовтня 2025 20:45 |

| Португалія | —                               | Угорщина |
| ---------- | ------------------------------- | -------- |
|            | Протокол (FIFA) Протокол (UEFA) |          |

|  |

| 13 листопада 2025 18:00 (21:00 UTC+4) |

| Вірменія | —                               | Угорщина |
| -------- | ------------------------------- | -------- |
|          | Протокол (FIFA) Протокол (UEFA) |          |

|  |

| 13 листопада 2025 20:45 (19:45 UTC+0) |

| Ірландія | —                               | Португалія |
| -------- | ------------------------------- | ---------- |
|          | Протокол (FIFA) Протокол (UEFA) |            |

|  |

| 16 листопада 2025 15:00 |

| Угорщина | —                               | Ірландія |
| -------- | ------------------------------- | -------- |
|          | Протокол (FIFA) Протокол (UEFA) |          |

|  |

| 16 листопада 2025 15:00 |

| Португалія | —                               | Вірменія |
| ---------- | ------------------------------- | -------- |
|            | Протокол (FIFA) Протокол (UEFA) |          |

|  |